# Alrun Urbach
Alrun Urbach (* 15. September 1958) ist eine ehemalige deutsche Leichtgewichts-Ruderin.

## Sportliche Karriere
Die 1,60 m große Alrun Urbach vom Hamburger Ruderverein an den Teichwiesen war eine Pionierin des Leichtgewichtsruderns in Deutschland. 1984 wurden erstmals Deutsche Meisterschaften im Leichtgewichts-Einer ausgetragen, Alrun Urbach nahm aber nicht an diesem Wettbewerb teil, sondern wurde Vizemeisterin in der offenen Klasse. Urbach qualifizierte sich für die Teilnahme an den Weltmeisterschaften in den nichtolympischen Bootsklassen in Montreal. Dort wurden die Frauenwettbewerbe im Leichtgewichts-Rudern als Demonstrationswettbewerb ausgetragen und Alrun Urbach gewann diesen Demonstrationswettbewerb im Leichtgewichts-Einer.
Bei der offiziellen Premiere im Leichtgewichts-Rudern für Frauen bei den Weltmeisterschaften 1985 in Hazewinkel nahm Alrun Urbach zusammen mit Brigitte Hellmers aus Hannover im Leichtgewichts-Doppelzweier teil, die beiden erhielten die Silbermedaille hinter den Britinnen Linda Clark und Beryl Crockford. Nach zwei Jahren ohne Weltmeisterschaftsteilnahme war Alrun Urbach 1988 in Mailand zusammen mit Christiane Weber im Leichtgewichts-Doppelzweier dabei und belegte den fünften Platz. Bei den Weltmeisterschaften 1989 in Bled gewannen Urbach und Weber die Bronzemedaille. Ihren letzten Weltmeisterschafts-Start absolvierte Alrun Urbach 1991 in Wien, wo sie mit dem Leichtgewichts-Vierer ohne Steuerfrau den vierten Platz belegte.

## Deutsche Meistertitel
- 1988: Leichtgewichts-Doppelzweier (Alrun Urbach, Christiane Weber)[2]
- 1989: Leichtgewichts-Doppelzweier (Alrun Urbach, Christiane Weber)
- 1991: Leichtgewichts-Vierer ohne Steuerfrau (Ute Joerss, Alrun Urbach, Christiane Weber, Claudia Waldi)[3]